# Сергіївка (Гродівська селищна громада)
Сергі́ївка — село Гродівської селищної громади Покровського району Донецької області, Україна. У селі мешкає 159 осіб.

## Загальні відомості
Відстань до райцентру становить близько 23 км і проходить автошляхом місцевого значення.
Землі села межують із територією смт Желанне Ясинуватського району Донецької області.

## Населення
За даними перепису 2001 року населення села становило 159 осіб, із них 84,28 % зазначили рідною мову українську та 15,09 % — російську.

## Уродженці
- Мотиль Сергій Анатолійович (1991—2015) — солдат Збройних сил України, учасник російсько-української війни.